# (24101) Cassini
(24101) Cassini ist ein Asteroid des Hauptgürtels, der am 9. November 1999 vom US-amerikanischen Amateurastronomen Charles W. Juels am Fountain-Hills-Observatorium (Sternwarten-Code 678) in Fountain Hills im US-Bundesstaat Arizona entdeckt wurde.
Der Asteroid wurde am 21. September 2002 nach dem französischen Astronomen und Mathematiker italienischer Herkunft Giovanni Domenico Cassini (1625–1712) benannt.